# Heliobletus contaminatus
El ticotico estriado (Heliobletus contaminatus), también denominado picolezna estriado (en Argentina, Uruguay y Paraguay), ticotico de dorso estriado  o pico-filoso pardo (en Argentina), es una especie de ave paseriforme de la familia Furnariidae, la única especie del género monotípico Heliobletus. Es nativo de la mata atlántica del centro sureste de América del Sur.

## Distribución y hábitat
Se distribuye por el litoral del sureste de Brasil, hacia el sur, hasta el sur de Brasil, este de Paraguay, extremo noreste de Argentina y extremo noreste de Uruguay.
Esta especie es considerada poco común en su hábitat natural, el dosel y los bordes de selvas húmedas desde casi el nivel del mar hasta los 1800 m de altitud.

## Descripción
Mide entre 12 y 13 cm de longitud, y pesa entre 13 y 15 g. El iris es pardo. El pico es negruzco con la base de la mandíbula más clara. Las patas son grises verdosas. Tiene la corona parda estriada de negro y una lista superciliar ocráceas; por arriba es de color pardo con estrías ocres en la espalda. La garganta es blanco-amarillenta y la región ventral es pardo grisácea estriada de ocráceo. Las alas son pardo oscuro y la cola es castaña.

## Comportamiento
Anda solitario o a los pares, frecuentemente con bandadas mixtas. Trepa por las ramas y en los enmarañados de epífitas y, a pesar de que a menudo lo hace de cabeza para bajo, no parece usar la cola para apoyarse; tampoco picotea o hurga en la madera.

### Alimentación
Su dieta consiste de artrópodos.

### Vocalización
Es bastante callado, pero sabe dar un gorjeo acelerado, como de un Sclerurus, que termina en un trinado.

## Sistemática

### Descripción original
Existe una considerable confusión en relación con la nomenclatura de esta especie: el nombre específico superciliosus, utilizado en el pasado y citado como la base para el nombre del género, es un sinónimo posterior de Cranioleuca pyrrhophia; el nombre específico válido contaminatus  era hasta recientemente atribuido a Berlepsch (1885) pero en realidad fue disponibilizado por Pelzeln (1859).
Para muchos autores la especie H. contaminatus fue descrita por primera vez por el ornitólogo alemán Hans von Berlepsch en 1885 bajo el mismo nombre científico; su localidad tipo es: «Nova Friburgo, Río de Janeiro, Brasil».
Según los estudios recientes, como adoptado por la clasificación Aves del Mundo, la especie fue descrita por primera vez por el ornitólogo austríaco August von Pelzeln en 1859 bajo el nombre científico Anabates contaminatus; su localidad tipo es: «Ipanema, Itararé y Curitiba, Brasil».
El género Heliobletus fue descrito por el naturalista alemán Heinrich Gottlieb Ludwig Reichenbach en 1853.

### Etimología
El nombre genérico masculino «Heliobletus» deriva del griego «ἡλιοβλητος hēlioblētos»: tostado por el sol; y el nombre de la especie «contaminatus», proviene del latín: sucio, contaminado, en referencia al estriado característico de la especie.

### Taxonomía
A nivel de género, la presente especie a veces se incluyó en Xenops; debido a que el patrón de plumaje es notablemente similar al de Xenops milleri, en cambio son importantes las diferencias en sus vocalizaciones, lo que sugiere que ambos géneros no están estrechamente relacionados. Los dos géneros se colocan a menudo en el extremo de las tradicionales secuencias lineales, evidentemente debido a sus inusuales picos y adaptaciones para alimentarse sobre las ramas, parece más probable que las obtuvieron de forma independiente a partir de diferentes linajes dentro de Furnariidae. Los datos genéticos indican que Heliobletus y Xenops se encuentran en brazos separados dentro de Furnariidae. Los amplios estudios de Derryberry et al. (2011) encontraron que es hermano de los verdaderos Philydor.

### Subespecies
Según las clasificaciones del Congreso Ornitológico Internacional (IOC) y Clements Checklist v.2018, se reconocen dos subespecies, con su correspondiente distribución geográfica:
- Heliobletus contaminatus contaminatus Berlepsch, 1885 - sureste de Brasil, en las regiones australes de los estados de Minas Gerais y Espirito Santo, y en las zonas septentrionales de los estados de São Paulo y Río de Janeiro.
- Heliobletus contaminatus camargoi Cardoso da Silva & Stotz, 1992 - sureste de Brasil, en la región austral de São Paulo, Paraná, Santa Catarina, hasta Río Grande del Sur. También en el este de Paraguay en los departamentos de Alto Paraná y Canindeyú, y el nordeste de la Argentina, en la provincia de Misiones.

Sin embargo, al adoptarse la autoría de Pelzeln, 1859, como lo hizo Aves del Mundo, la subespecie nominal pasaría a ser la meridional, y camargoi un sinónimo posterior de la misma, con lo que la subespecie septentrional precisaría de un nuevo nombre.